# Benslimane

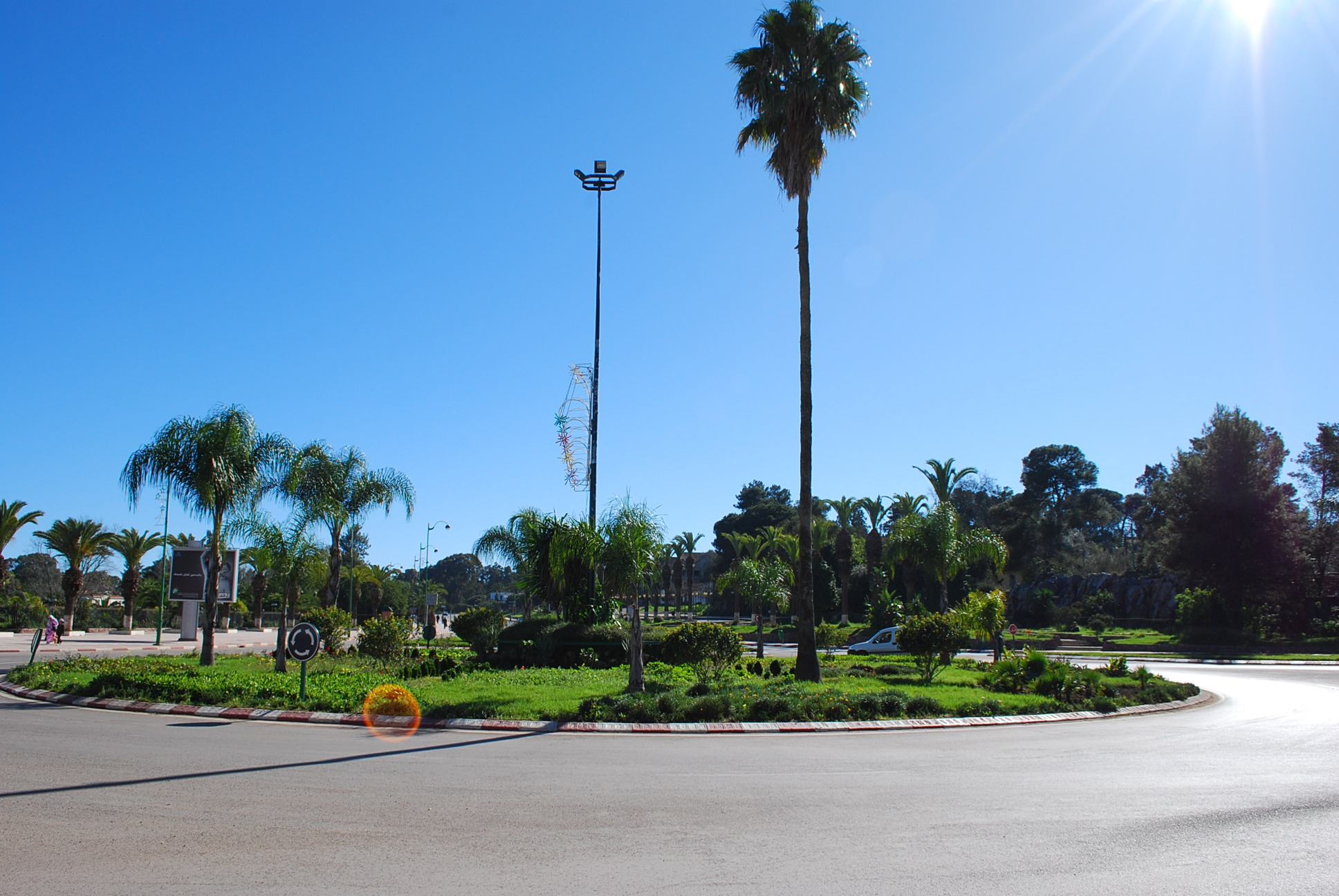
Rondell i Benslimane.

Benslimane (alternativt Ben Slimane) är en stadskommun i Marocko och är administrativ huvudort för provinsen Benslimane som är en del av regionen Casablanca-Settat. Folkmängden uppgick till 57 101 invånare vid folkräkningen 2014.